# Altamiro Pereira
Altamiro Pereira (ur. 15 maja 1940 w Rio de Janeiro) – brazylijski piłkarz, występujący na pozycji napastnika.

## Kariera klubowa
Karierę piłkarską Altamiro rozpoczął w Américe Rio de Janeiro w 1958 roku. Z Amériką zdobył mistrzostwo stanu Rio de Janeiro – Campeonato Carioca w 1960. Potem występował jeszcze w São Cristóvão Rio de Janeiro (1962–1963), CR Vasco da Gama (1963–1965), Bonsucesso Rio de Janeiro (1965), Madureirze Rio de Janeiro (1967), Marcílio Dias Itajaí (1967–1968) i CR Vasco da Gama, w którym zakończył karierę w 1968 roku.

## Kariera reprezentacyjna
W reprezentacji Brazylii Altamiro zadebiutował 10 marca 1963 w wygranym 1-0 meczu z reprezentacją Peru podczas Copa América 1963, na której Brazylia zajęła czwarte miejsce. Był to jego jedyny występ w reprezentacji.